# تظاهرات روزهای دوشنبه در آلمان‌شرقی

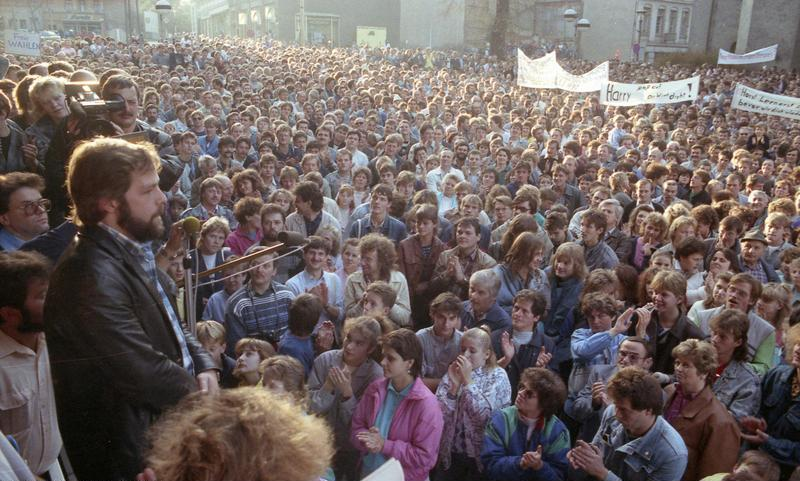
تظاهرات روز دوشنبه به فروریختن دیوار برلین کمک کرد.

تظاهرات روزهای دوشنبه در آلمان‌شرقی (آلمانی: Montagsdemonstrationen in der DDR) مجموعه‌ای از اعتراضات سیاسی مسالمت‌آمیز علیه دولت جمهوری دموکراتیک آلمان (GDR) بود که در شهرها و شهرهای سراسر کشور در روزهای مختلف هفته از سال ۱۹۸۹ تا ۱۹۹۱ برگزار شد که تظاهرات لایپزیگ که مشهورترین آنهاست و روزهای دوشنبه برگزار شد.
این تظاهرات در لایپزیگ مقابل کلیسای سنت‌نیکولاس اجرا می‌شد و هر بار با مناجات‌های صلح به پایان می‌رسید.
این اعتراضات عموماً به پنج دورهٔ زمانی تقسیم می‌شوند.

## دوره‌های زمانی تظاهرات دوشنبه‌ها
- دوره اول (۲۵ سپتامبر ۱۹۸۹ تا ۱۸ دسامبر ۱۹۸۹) مجموعاً ۱۳ اعتراض
- دوره دوم (۸ ژانویه ۱۹۹۰ تا ۱۲ مارس ۱۹۹۰) مجموعاً ۱۰ اعتراض
- دوره سوم (۱۰ سپتامبر ۱۹۹۰ تا ۲۲ اکتبر ۱۹۹۰) تعداد ۷ اعتراض
- دوره چهارم (۲۱ ژانویه ۱۹۹۱ تا ۱۸ فوریه ۱۹۹۱) تعداد ۵ اعتراض
- دوره پنجم (۴ مارس ۱۹۹۱ تا ۲۲ آوریل ۱۹۹۱) مجموعاً ۷ اعتراض[۳]